# ミランダ・デ・エブロ
ミランダ・デ・エブロ （Miranda de Ebro）は、スペイン・カスティーリャ・イ・レオン州ブルゴス県のムニシピオ（基礎自治体）。ブルゴス県北東部にあり、ラ・リオハ州、バスク州アラバ県との県境に位置する。
経済において、産業性の特質を持つことで有名で、鉄道ジャンクションのような重要な輸送ハブ地となっている。化学工業が最も重要な分野である。市から80km圏内に、ビルバオ、ブルゴス、ログローニョ、ビトリア＝ガステイスといった大都市がある。2015年の人口は36,173人であり、県都ブルゴスに次いで県第2位の人口を抱えている。

## 地理
ミランダ・デ・エブロは、ブルゴス県の北東に位置し、県都ブルゴスから80km離れている。自治体はエブロ川によって2つの区に分かれている。アケンデ区は旧市街で、新市街はアリェンデという。

## 歴史

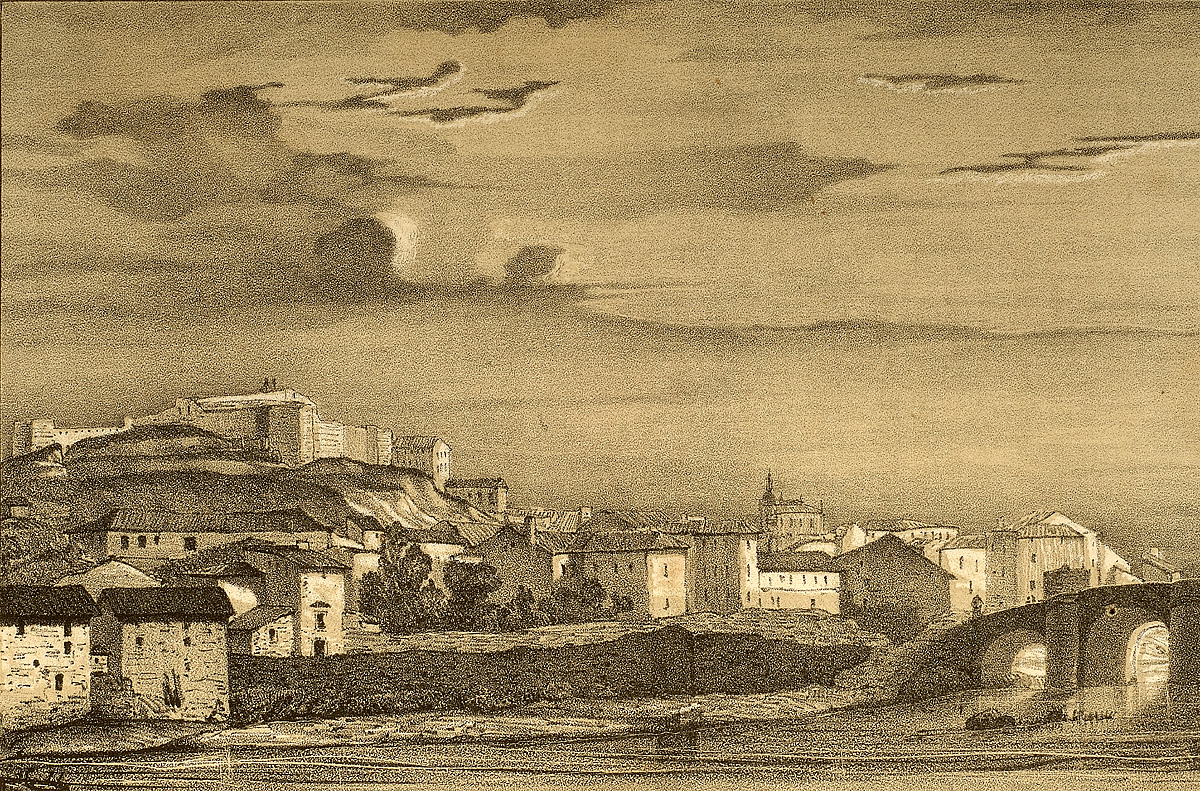
1846年当時のミランダ・デ・エブロ

一帯に最初の定住地が現れたのは鉄器時代からである。ミランダ・デ・エブロからわずか3kmのところに、ローマ時代のアルセ遺跡があり、最近の研究によれば、ローマ都市デオブリガが建設された。近隣の自治体、カブリアナとプエンテラーラには別のローマ遺跡がある。
歴史上初めてミランダ・デ・エブロの名が登場するのは、757年にアストゥリアス王アルフォンソ1世が行ったと記載された有名な遠征を記した、ヴィギラヌス写本である。この逸話はミランダムという原住民を打ち破ったと議論されている。
ナバーラ王サンチョ4世の暗殺後、ビスカヤ、アラバ、ラ・リオハと王家は、カスティーリャ王アルフォンソ6世をレオン王として承認した。それによってミランダ・デ・エブロは1076年にカスティーリャ領となった。力を強固にしたアルフォンソ6世は、ミランダ・デ・エブロにフエロ（特権の一つ）を授けた。 
1254年、アルフォンソ10世は五月祭の許可をし、商業権を強化した。1332年、アルフォンソ11世は三月祭の許可をした。エブロ川に架かる橋の所有は10世紀以来のもので、フエロの授与と同時であった。これが古くからミランダ・デ・エブロが郡内での大商業中心地となしえた理由であった。14世紀から15世紀、ペドロ1世と庶兄エンリケ・デ・トラスタマラ（のちのエンリケ2世）の対立の後、ミランダの所有権は次々と変わり、最初はブルゴスの所有、そしてエルマンダー・デ・アラバ、次に1493年に再度ブルゴス領となり、そのまま現在に至った。
1862年に鉄道が敷かれると、自治体で産業革命が始まった。マドリードからイルン、カステホン、ビルバオへ至る路線のジャンクションはミランダ・デ・エブロ駅にあり、北スペインの最重要鉄道ジャンクションとなっている。
1907年、アルフォンソ13世はミランダ・デ・エブロを「市」とした。
スペイン内戦時代、自治体は親フランコ派の強制収容所を委ねられ、これは1947年まで使用された。スペイン人・外国人両方で65,000人以上の囚人が収容されていた。
1999年、ミランダ・デ・エブロで、スペイン王女クリスティーナとその夫であるイニャーキ・ウルダンガリン出席のもとで、フエロ授与900年記念行事を行った。

## 経済と統計

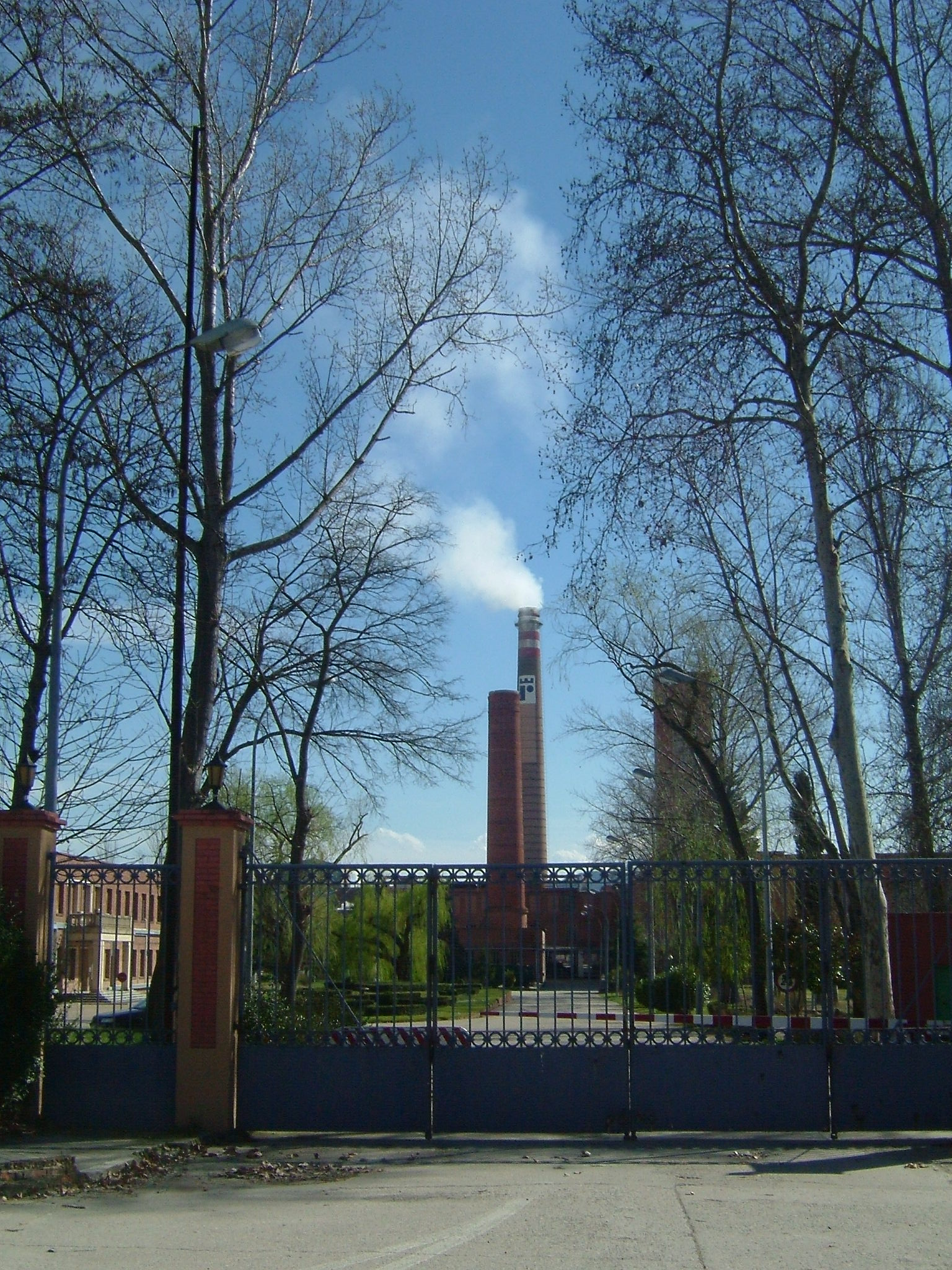
製紙会社FEFASA

第一次産業は消滅の過程にある。穀物生産が地域の主要活動であるにもかかわらずである。その他、灌漑農業、ブドウ栽培のようなものは重要度が劣る。過去には、16世紀以来の3月と5月の祭りでわかるように、ウシとウマが非常に重要であった。鉱業も行われる。市郊外で石灰岩の採掘が行われている。
第二次産業は、バスク州及びラ・リオハ州と隣接する優れた地理条件のため発展した。ミランダ・デ・エブロは強力な工業とロジスティックの特性を持つ都市となっていったのである。市の産業革命は、1862年に鉄道が敷かれて以来始まった。20世紀前半、製糖業が市最大の工業だった（1925年）。のち、1948年に製紙業のFEFASAが操業を開始した。20世紀半ばには、モンテフィブレ、ELFアトケム、レストスなど多くの化学工場が拡散していった。サンタ・マリア・デ・ハローニャ原子力発電所が近郊にある。
1969年、最初の工業団地であるバヤス工業団地が構想されたが、1981年まで多様なビジネスは導入されなかった。1981年には市の多くの産業・経済発展のための計画が始まった。一帯では、他の会社は食品加工、航空学、鉄鉱生産に従事している。
サービス分野はヨーロッパ諸国同様活発である。伝統的な商業はビジネスとレジャーのため新たな企画を生み出した。E・ルクレール、インディテックス、エロスキ、メルカドーナといった大会社が自治体へ移ってきた。当時商業センターが何も存在していなかった。そしてミランダの商業は近郊のビトリアから起きた競争のためひどくいためつけられた。
スペイン国立統計局(INE)による2015年の統計によれば、ミランダ・デ・エブロの人口は36,173人であった。1990年代に徐々に人口が減少した後、住宅価格の安さから、隣のアラバ県から一部の住民が年々集まってきた。しかし、移入移民の数も増加している（全体の10.8％）。

## 交通

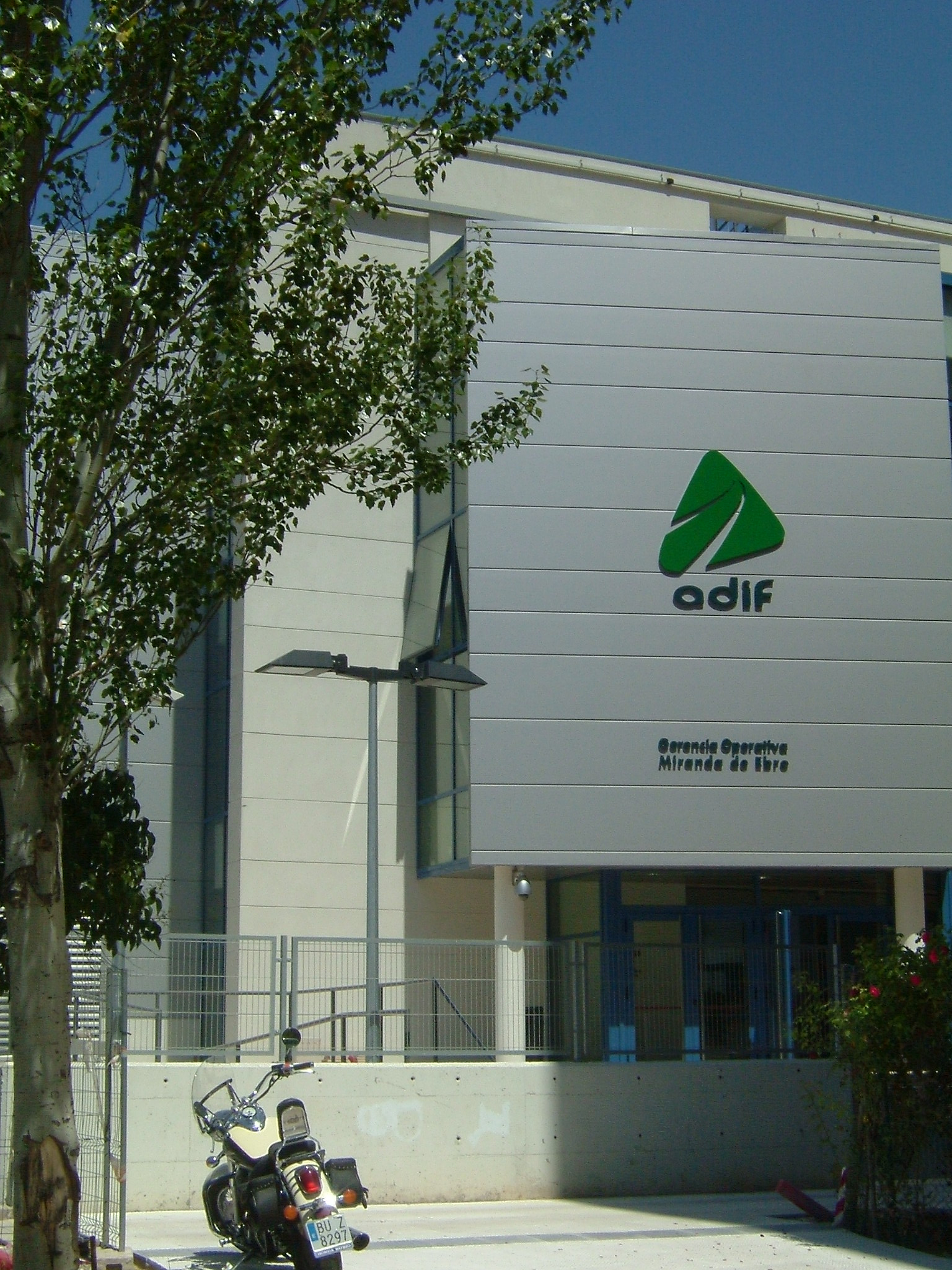
鉄道管理センター

### 高速道
国道、高速道路、自動車専用道路が周囲の重要都市とミランダ・デ・エブロをつないでいる。
- : ビルバオ-サラゴサ
- : ブルゴス-アルミニョン
- : マドリード-イルン[2]

新たな自動車専用道路と高速道路がミランダ・デ・エブロを出発点として建設される計画がある。まずはA-68号線（別名Autovía del Ebro アウトビーア・デル・エブロ）がエブロ川谷を通過してアラゴン州とミランダ・デ・エブロをつなぐ予定であり、次にAP-69号線（別名Autopista Dos Mares アウトピスタ・ドス・マーレス）がメリンダーデスを通過してカンタブリア州沿岸とミランダ・デ・エブロをつなぐ予定である。 
- : モレーリャからミランダ・デ・エブロ
- : レイノーザからミランダ・デ・エブロ

### 鉄道
マドリード＝イルン線と、カステホン＝ビルバオ線の2本の鉄道路線がミランダ・デ・エブロで合流し、当初から鉄道駅が建設された。ミランダ・デ・エブロの鉄道施設には、スペイン北部全域の交通管理のためにAdifの指令センターが設置されている。

## 見どころ

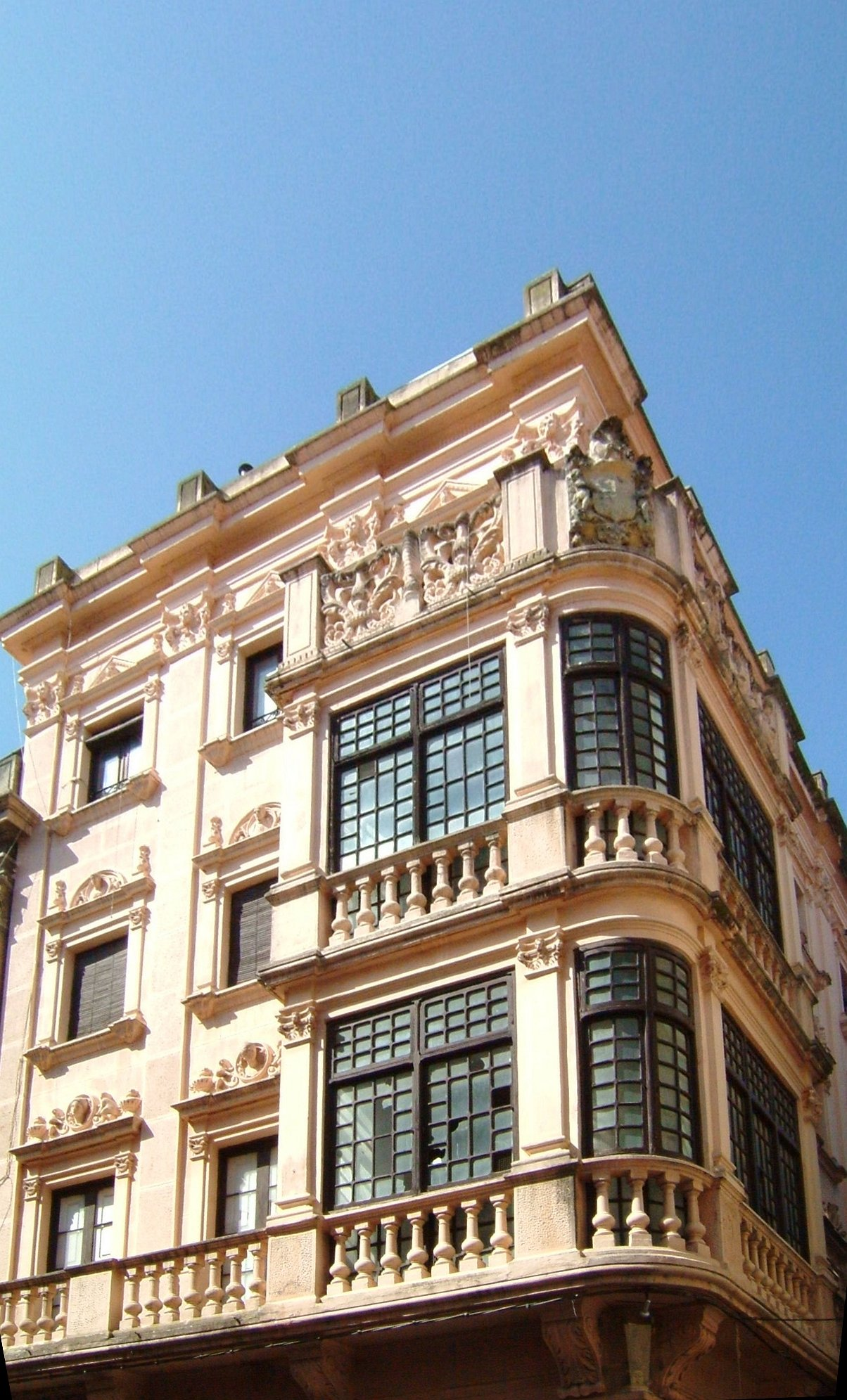
アポロ劇場

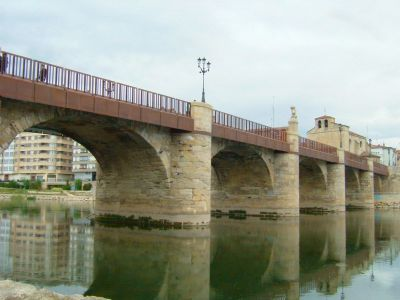
カルロス3世橋

### 公共の建築物
- カルロス3世橋: フランシスコ・アレホ・デ・アラングレン指揮のもと、1777年に建設された。6つのアーチからなる。1786年から橋の守り主として2頭のライオンが造られた。
- 自治体庁舎: 現在の市議会は1778年からスペイン君主の王座とされてきた。建物からフランシスコ1世の王座はアラングレンによって移され、ベントゥーラ・ロドリゲスによって再び見られるようになった。新古典主義建築で、切石組みの石造建築として建設された。三角形と半円の格間によって最終的に仕上げられた。
- ミランダ・デ・エブロ城: 15世紀、テリョ伯によって建設された。この城から唯一の城壁が保存されている。カルリスタ戦争まで、使用されていた。
- 邸宅: 旧市街に点在する。カデナス邸（鎖の家）は16世紀建設。この家にはナポレオン・ボナパルトとフェルナンド7世が滞在した。1828年、彼らの滞在を記念して鎖が付けられた。ウルビナ邸はフェリペ4世がフランスへいく途上立ち寄った邸宅で、1655年にポルトガル副王マルゲリータはここで亡くなった。
- 駅: チャールズ・ヴィニョレスによって1862年に建てられた。北スペイン最古の駅舎の一つ。マドリード＝イルン路線、カステホン＝ビルバオ路線が交わる。ヴィクトリア様式である。
- アポロ劇場: 1921年、フェルミン・アラモによって建設された。
- ラ・ピコータ :1569年建設。地元の名工マエセ・ミゲル・アギーレによって建てられた。ミランダ・デ・エブロの司法の象徴となっている。

### 宗教建築物

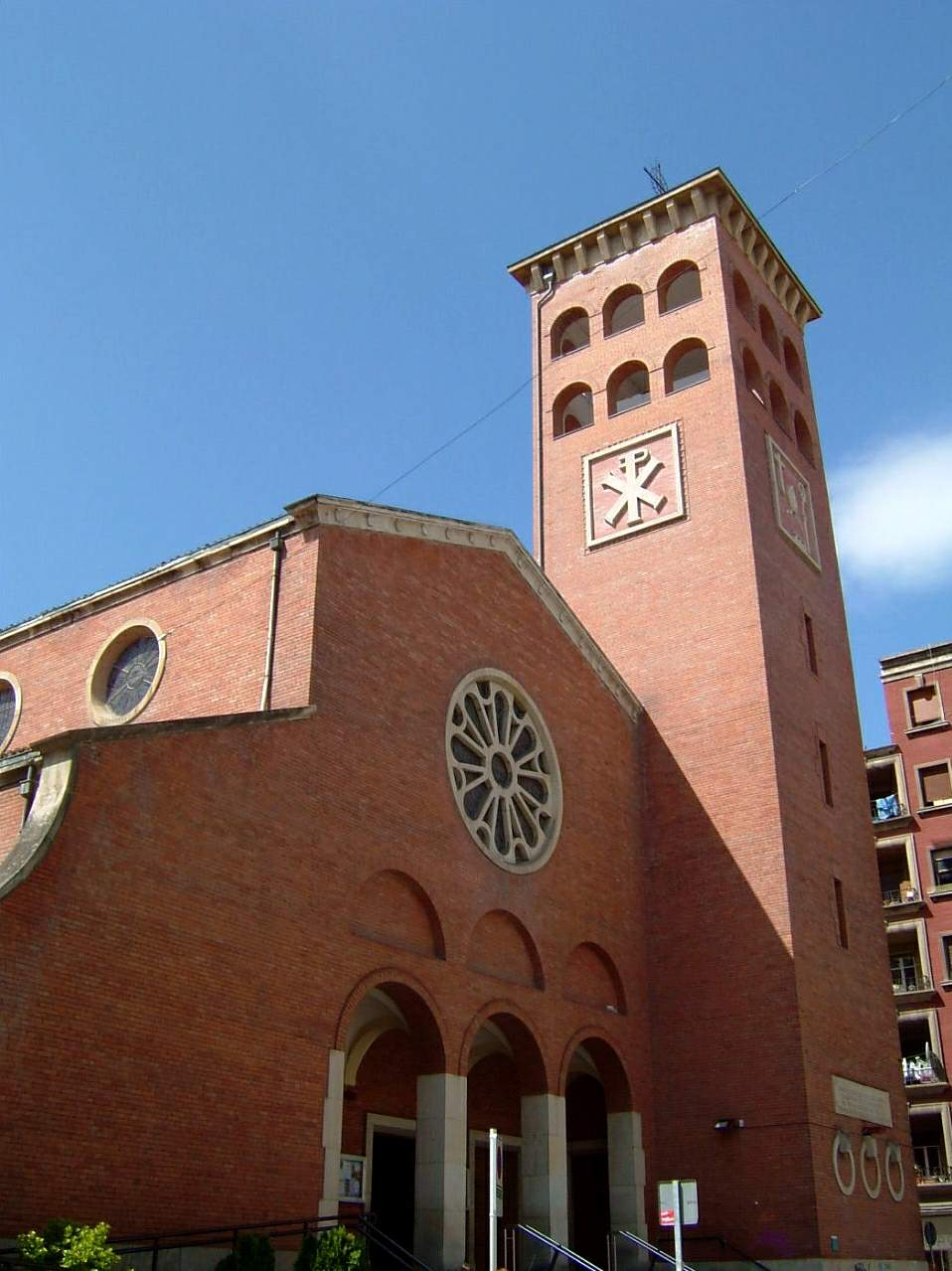
サン・ニコラス教会

- エスピリトゥ・サント教会: 正式にはサン・ニコラースの祈願の下にあったことでその名が知られている。一方は、1099年に『ミランダの法』で既に記述がされたローマ式の神殿である。

- サンタ・マリーア教会: 16世紀建設。ルネサンス様式からゴシック様式に移り変わる時期の様式。内部には、パスカル・マルティネス作シャントルのミイラ化した体が横たえられている。

- サグラードス・コラソーネス教会: 旧サン・フランシスコ修道院跡地にある。16世紀の建築。1693年に建てられたバロック様式の尖塔が重きを置く。

- 旧サン・フアン教会（Iglesia de San Juan）: 家々の間に隠れるように立っている。教会は1875年以来打ち棄てられていたが、その内部には多彩色やで注意深く装飾された井戸と窓が保存されている。1982年4月歴史的記念物に指定された。

- サン・ニコラス教会: 1945年建設。その建設計画は、同年の国内建設コンテストで第2位であった。3つの工芸の風貌からなるバシリカで、後陣と大きなバラ窓が含まれる。内部の目玉は、マヌエル・ナバーロとその兄弟によって描かれた、後陣壁に取り付けられた巨大なカンヴァスである。

### その他

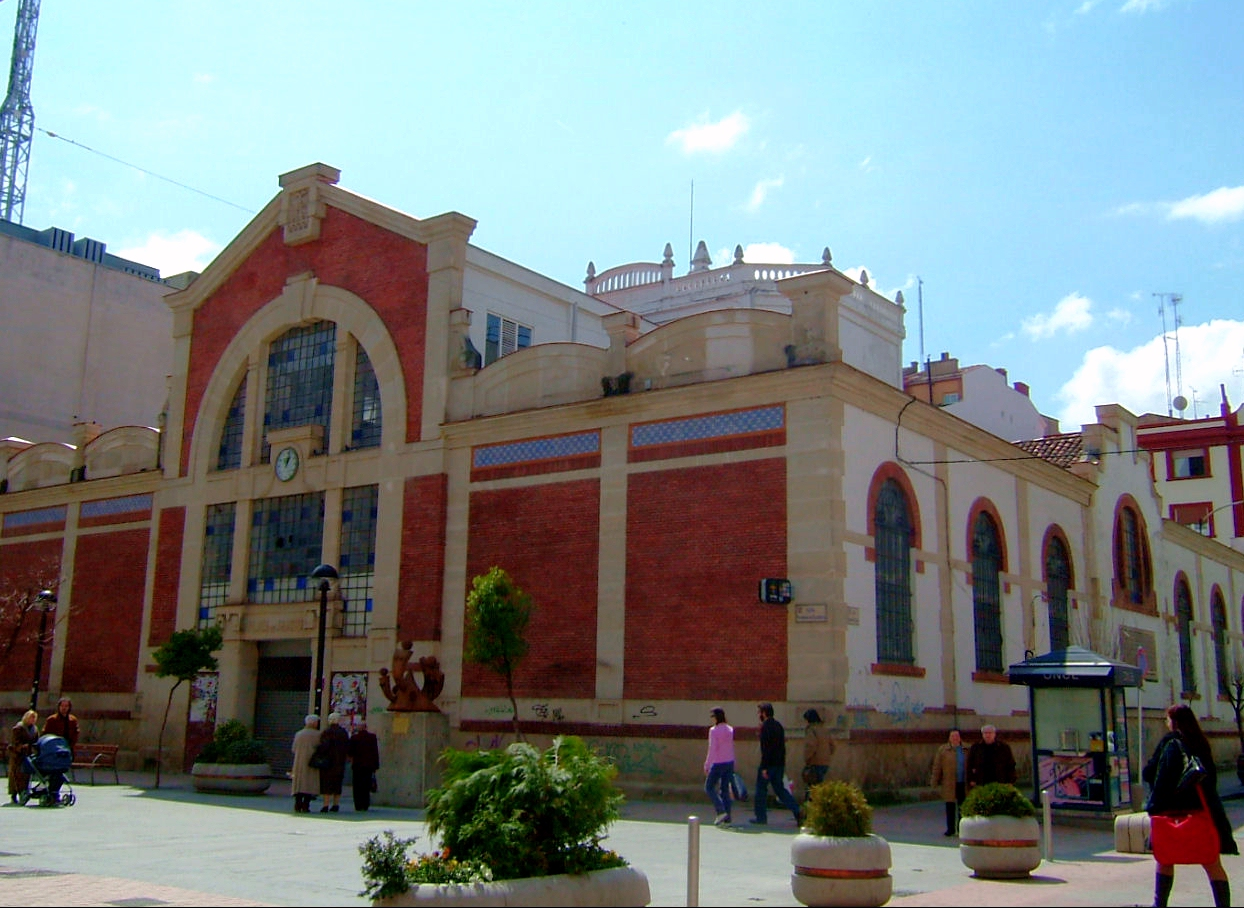
市場

- アントーニオ・マチャード公園: 市中心部に位置し、1915年に建てられた。

- 植物園: ラ・ピコータの丘陵に位置する。市の壮大な眺めが味わえる。噴水、欄干、温室のあるユニークな光景が7つのテラスで分類されている。

- アバストス広場（市場）: 市中心部にあり、1917年に竣工。食料品をはじめ日用生活用品を買うことができる。

## スポーツ

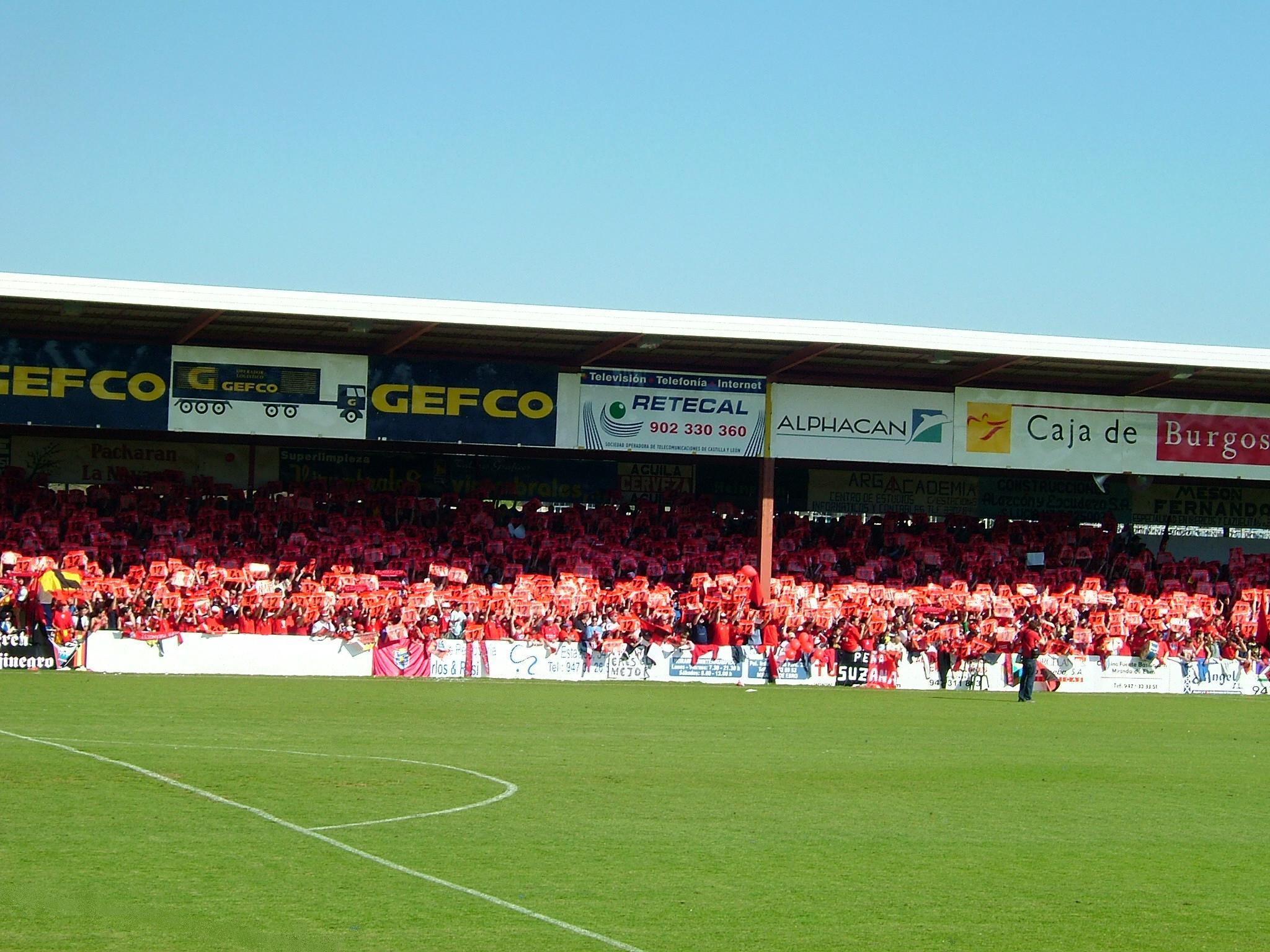
エスタディオ・デ・アンドゥーバ

- CDミランデス: 1927年創立のプロサッカークラブ。

- クラブ・ボレイ・ミランダ: プロバレーボールクラブ。現在女子スーペルリーガ2部。

## 祝祭と行事

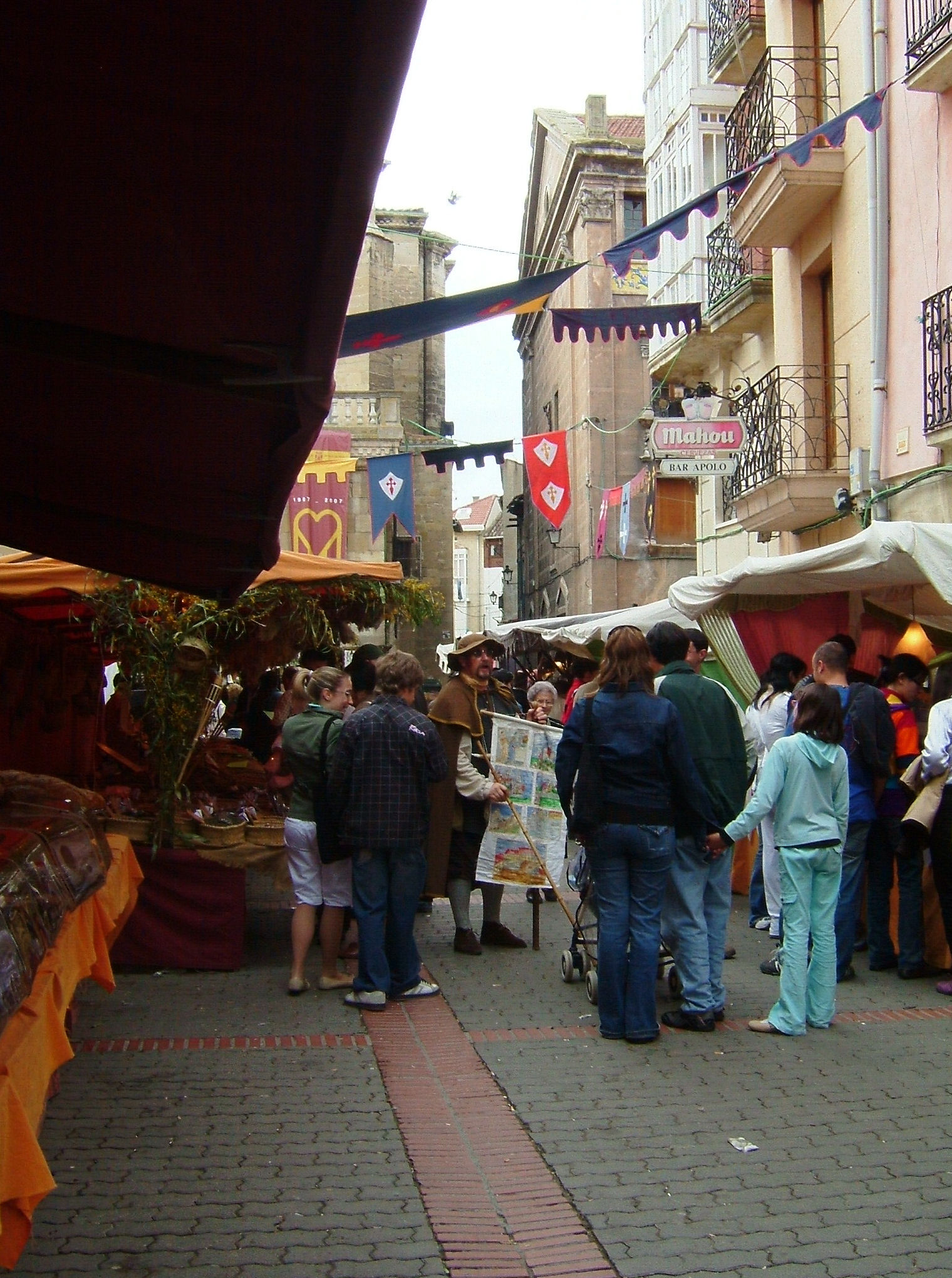
中世祭り

祝祭と行事は、年間を通して多くミランダ・デ・エブロで祝われている。その年最初の行事は、3月祭とも天使祭ともいわれる、発祥は14世紀にさかのぼる3月1日を祝う祭りである。ウシと農業機具の祭りの一面がある。5月最初の週末は、13世紀発祥という5月祭である。加えて、中世の市場が開かれる。
ミランダ・デ・エブロでの最大の祭りは、『サン・フアン・デル・モンテ祭』（Fiestas de San Juan del Monte、山の聖フアン祭）という、聖霊降臨祭の月曜日を祝うものである。この祭りは現在におけるスペイン北部の大きなロメリーア（巡礼）の一つとみなされる、先祖伝来のものである。9月1日は市のかがみである、アルタミラの聖母の日とされている。 

## 姉妹都市
- ヴィエルゾン (フランス)

## 参照
1. 1 2  “Población, superficie y densidad por municipios” (スペイン語).   INE（スペイン国立統計局）. 2012年1月27日時点のオリジナルよりアーカイブ。2011年11月17日閲覧。
2. ↑  La autovía A-1 se denomina N-1 entre Burgos y Miranda de Ebro